# بوکارنگا
بوکارنگا (به لاتین: Bocaranga) یک منطقهٔ مسکونی در جمهوری آفریقای مرکزی است که در اوهام-پنده واقع شده‌است. بوکارنگا ۶۱٬۱۹۰ نفر جمعیت دارد و ۱٬۰۷۲ متر بالاتر از سطح دریا واقع شده‌است.